# Ann Richards
Pour les articles homonymes, voir Ann Richards (actrice) et Richards.
Ann Willis Richards, née le 1er septembre 1933 à Lacy Lakeview (Texas) et morte le 13 septembre 2006 à Austin (Texas), est une femme politique américaine membre du Parti démocrate. Elle est la 45e gouverneure du Texas, en fonction entre 1991 et 1995, seconde femme à occuper ce poste après Miriam Ferguson, gouverneure entre 1925 et 1927 et de 1933 à 1935.
À ce jour, elle reste la dernière personnalité démocrate à avoir occupé le poste du gouverneur du Texas.

## Famille et études
Dorothy Ann Willis naît le 1er septembre 1933 à Lakeview au Texas. Elle grandit à Waco et est diplômée de l'université Baylor. Elle épouse David Richards, rencontré au lycée de Waco, et avec qui elle a deux filles et deux garçons. Elle emménage à Austin où elle obtient un certificat d'enseignante, à l'université du Texas.
Entre 1955 et 1956, elle enseigne les études sociales et l'histoire au lycée de Fulmore et s'investit dans les campagnes politiques des candidats progressistes et libéraux tels Henry B. Gonzalez (en), Ralph Yarborough, et Sarah Weddington. Très tôt, elle milite pour les droits sociaux.

## Carrière politique
De 1977 à 1983, elle est membre de la « Texas Commissioner Court », élue dans le Comté de Travis. C'est à cette époque qu'elle divorce de son mari et qu'elle s'adonne à la boisson pendant quelque temps, avant de se désintoxiquer. En 1982, elle est élue au poste de trésorière de l'État du Texas et est réélue en 1986, sans opposition.
En 1988, lors de la campagne de l’élection présidentielle, elle est l'oratrice clef de la Convention nationale démocrate et se charge en quelques mots de ridiculiser George H. W. Bush, le candidat républicain : « Poor George, he can't help it… He was born with a silver foot in his mouth ». Ce discours porte bien sa marque et elle une adversaire déterminée de la famille Bush, d'autant plus qu'elle se décrit comme une véritable texane de naissance, ce qui n'est pas le cas de George H. W. Bush.
En 1990, elle obtient l'investiture démocrate pour le poste de gouverneur du Texas puis, en novembre, elle bat le candidat républicain, Clayton Williams (en) et est élue gouverneur du Texas. Lors d'un rassemblement de femmes démocrates, elle aurait dit : « Au Texas, le prix de l’essence est tellement élevé que les femmes qui veulent écraser leur mari doivent faire du covoiturage ».

### Gouverneur du Texas (1991-1995)
Elle est la deuxième femme à devenir gouverneur du Texas, après Miriam Ferguson, qui exerce son mandat entre 1925 et 1927, puis entre 1933 et 1935. Néanmoins, contrairement à celle-ci, son époux n'est pas un ancien gouverneur.
Elle fait réaliser un audit sur la bureaucratie de l'État et réorganise les services. Elle procède également à une réforme de l'administration pénitentiaire et du système judiciaire aboutissant à durcir la législation locale qui amène la population carcérale de 60 000 personnes en 1992 à plus de 80 000 en 1994. Elle institue également une loterie destinée à financer les écoles mais la plupart des fonds récoltés servent à d'autres dépenses.
En 1992, lors de la campagne présidentielle, elle récidive ses moqueries contre George H. W. Bush, lors de la Convention nationale démocrate en déclarant : « Don't let the door hit your ass on the way out ».
En 1994, Ann Richards se représente pour un nouveau mandat, qu'elle pense obtenir sans difficulté mais elle est spectaculairement défaite par George W. Bush en ne récoltant que 46 % des voix, contre 53 % pour le fils de l'ancien président George H. W. Bush, alors même que ses dépenses de campagne ont dépassé de 2,6 millions de dollars celles du candidat républicain. Beaucoup pensent alors qu'elle paye son arrogance démesurée (notamment sa remarque de 1992 contre le père de George W. Bush) et le mépris qu'elle affichait envers son fils, le qualifiant de « con » et dont elle pensait ne faire qu'une bouchée.

## La vie après la défaite
En 1996, Ann Richards déclare publiquement être atteinte d'ostéoporose et suit un traitement drastique. De 2001 jusqu'à sa mort, elle est conseillère juridique dans le cabinet de Verner, Liipfert, Bernhard, McPherson et Hand, à Washington, D.C..
Lors de l’élection présidentielle de 2004, elle soutient activement l'ancien gouverneur Howard Dean lors des primaires démocrates avant de se rallier à John Kerry. Ann Richards est décédée d'un cancer de l'œsophage le 13 septembre 2006, à l'âge de 73 ans.